# 滨海街道 (葫芦岛市)
滨海街道，是中华人民共和国辽宁省葫芦岛市龙港区下辖的一个乡镇级行政单位。

## 行政区划
滨海街道下辖以下地区：
翠海社区、望海社区、龙湾花园社区、申海社区、林海社区和龙海社区。